# Masque de Guy Fawkes

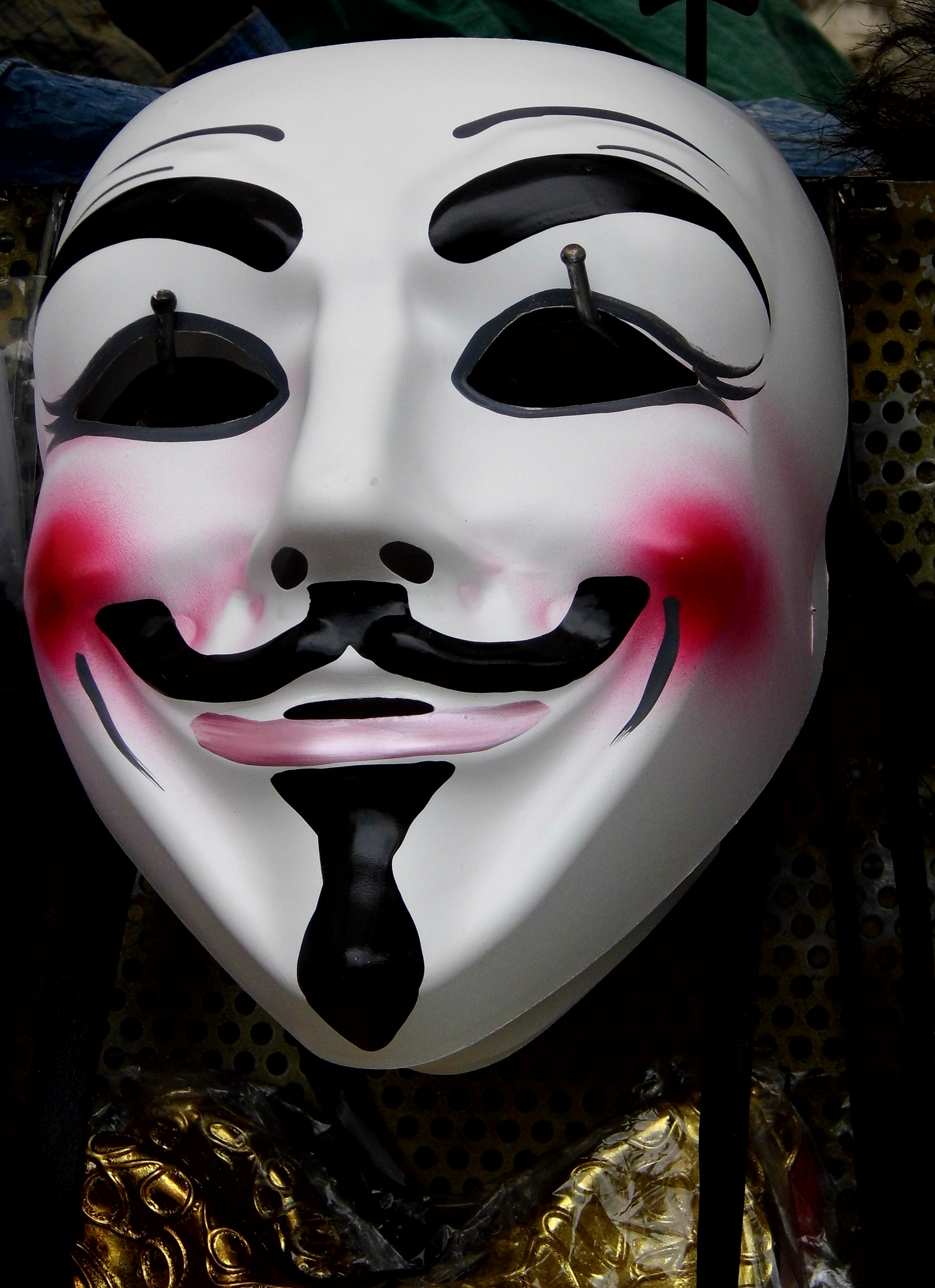

Le masque de Guy Fawkes est une représentation stylisée du personnage historique Guy Fawkes. Ce masque est devenu un symbole de protestation. 

## Historique

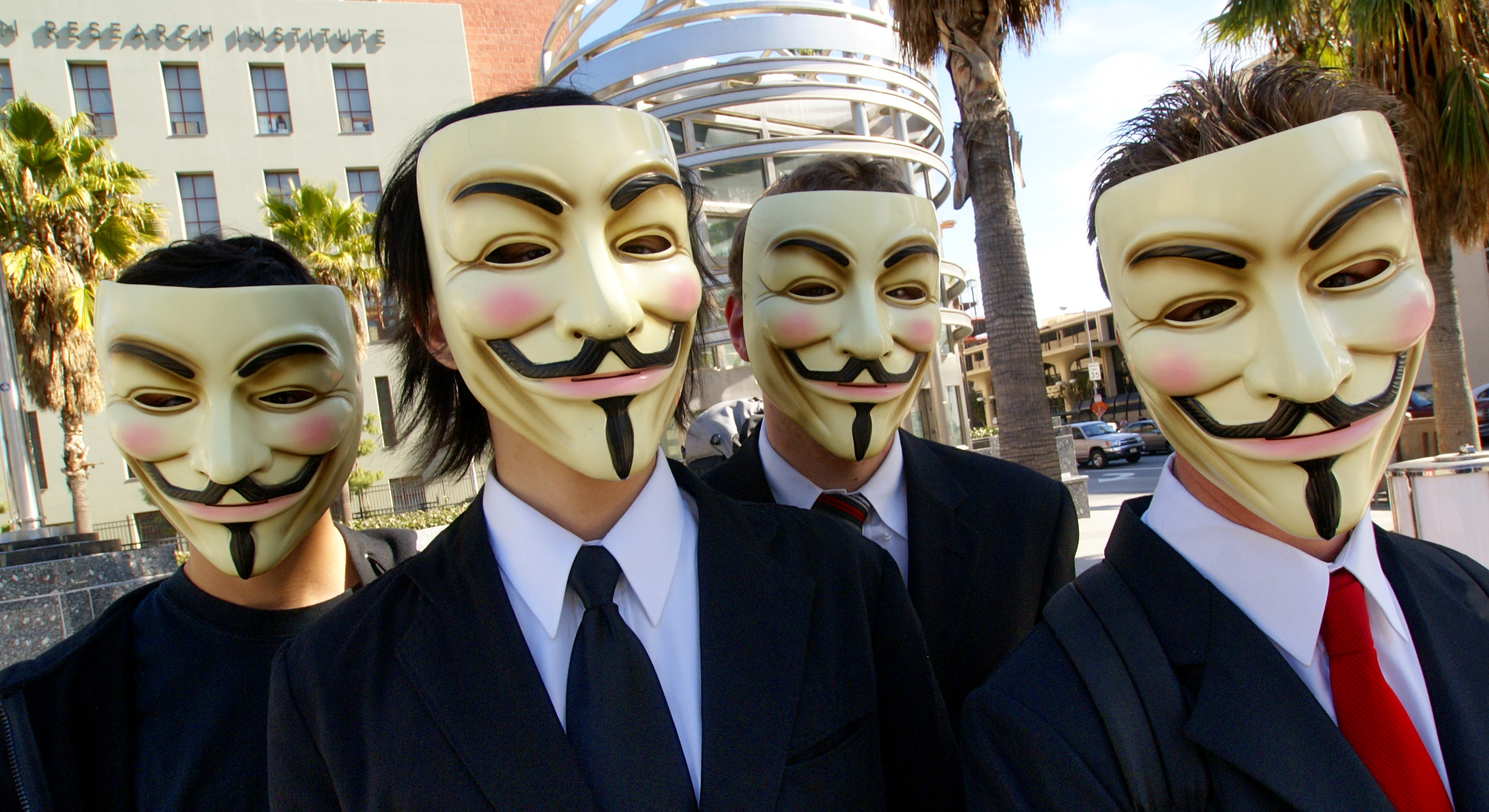
Membres d'Anonymous lors d'une manifestation anti-scientologie.

Guy Fawkes est le membre le plus connu de la conspiration des poudres qui est une tentative échouée de destruction de la Chambre des lords à Londres le 5 novembre 1605.
Une représentation stylisée d'un visage avec un large sourire, des joues rosées et une large moustache, est conçue par le dessinateur David Lloyd pour la série de bande dessinée scénarisée par Alan Moore intitulée V pour Vendetta en 1986. Cette bande dessinée a été adaptée en film en 2006.

## Symbolisme
Ce masque est devenu un symbole de protestation après sa reprise sur des forums Internet ou encore par le collectif Anonymous, et l'Occupy movement.